# إيسماري باريو
إيسماري باريو مواليد 19 أغسطس 1981، هي لاعبة كرة يد كوبية تلعب كمحور. مثلت منتخب كوبا لكرة اليد للسيدات.

## سجل المنافسة
شاركت في البطولات التالية:
- بطولة العالم لكرة اليد للسيدات 2015